# 1982 en géologie
Cet article présente les faits marquants de l'année 1982 en géologie.

## Évènements
- 17 janvier[1] : le géologue John Schutt découvre en Antarctique une météorite de 31 g. Baptisée Allan Hills A81005 (en), c'est la première météorite dont on ait démontré l'origine lunaire[2].

## Prix
Médailles de la Geological Society of London
- Médaille Lyell : George Patrick Leonard Walker
- Médaille Murchison : Derek Flinn
- Médaille Wollaston : Peter John Wyllie

## Décès
- 10 juillet : Gustav Heinrich Ralph von Koenigswald (né en 1902), paléontologue et géologue néerlandais.